# Cerberus-hemisfären
Cerberushemisfären är en region av planeten Mars, belägen vid longitud 20° S till 55° N och longitud 150° till 230°. Betydande platser i området inkluderar Amazonis Planitia, Cerberus, Mangala Valles, och Utopia Planitia.